# 東河口地震遺址
東河口地震遺址位於四川省廣元市青川縣，文物遺址年代判定為2008年。2012年7月16日公佈為第八批四川省文物保護單位。
東河口地震遺址位於廣元市青川縣中西部紅光鄉東河口村。2008年5月12日汶川特大地震致使青川縣中西部紅光鄉東河與青竹江交匯處的東河口村山河巨變，地表破裂錯距達2米，地震造成多處山體整體崩塌或滑坡、塌方、泥石流、地陷，整個區域山河改觀，地震烈度達到10度，掩埋群眾780餘人。山體運動造成的滑坡和泥石流形成了石板溝、東河口、紅石河等36個形態各異的理塞湖。東河口地震遺址從關莊鎮沿青竹江經紅光鄉東河口、石板溝至前進鄉黑家，沿紅石河經紅光鄉東河口、石壩鄉、董家至馬公鄉窩前，呈“Y”型佈局，集中連片近50平方公里，合五個鄉鎮。是“512”汶川大地震中地質破壞形態豐富、體量巨大、堪塞湖集中、傷亡最為慘重的地震遺址群，是汶川地震中最為復雜的地震表現形式，是研究地震類型和科考的重要基地。